# 日本裔美國人
日裔美國人（日语：／ Nikkei amerikajin / Nikkei Beikokujin）為具有日本人血統的美國人，是屬於亞裔美國人群體的一部分。

## 歷史
早在1868年日本明治維新時期，已有大量日本人遷入夏威夷王國（1897年併入美國）及美國本土，現今的夏威夷州和西海岸仍是日裔美國人的主要群聚地。1907年，日本和美國政府達成協定，終止了日本非技術工人移民，但允許日本商人、學生和移民配偶例外。到1924年的移民法，更禁止所有日本移民。

## 聚居地
加利福尼亞州、華盛頓州等美國西岸地區是日裔美國人的主要聚居地，日裔美國人更是夏威夷州的主要族群之一。此外在紐約州、伊利諾州、亞利桑那州、內華達州等地亦有日裔美國人社區。

## 外部連結
- 在美日本人博物館 （页面存档备份，存于） （英文）
- 日本駐美國大使館 （页面存档备份，存于） （日語）